# Melittia meeki
Melittia meeki is een vlinder uit de familie wespvlinders (Sesiidae), onderfamilie Sesiinae.
Melittia meeki is voor het eerst wetenschappelijk beschreven door Le Cerf in 1916. De soort komt voor in het Oriëntaals gebied.